# Spiking rețea neurală
Rețelele neuronale de Spiking (SNN) sunt rețele neuronale artificiale care imită mai îndeaproape rețelele neuronale naturale.  În plus față de starea neuronală și sinaptică, SNN-urile încorporează conceptul de timp în modelul lor de operare. Ideea este că neuronii din SNN nu dau foc la fiecare ciclu de propagare (așa cum se întâmplă cu rețelele tipice de perceptron multi-strat), ci mai degrabă se declanșează doar atunci când un potențial de membrană - o calitate intrinsecă a neuronului legată de încărcătura electrică a membranei sale - atinge o valoare specifică. Când un neuron trage, generează un semnal care se deplasează către alți neuroni care, la rândul lor, își măresc sau își reduc potențialele în conformitate cu acest semnal.

## Istorie
Format:Se sunt necesare mai multe citări secțiune

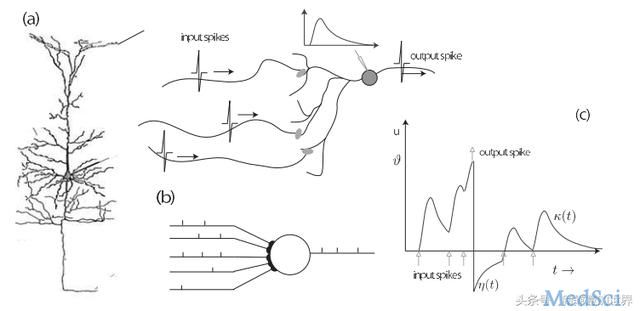
Model de neuron pulsat

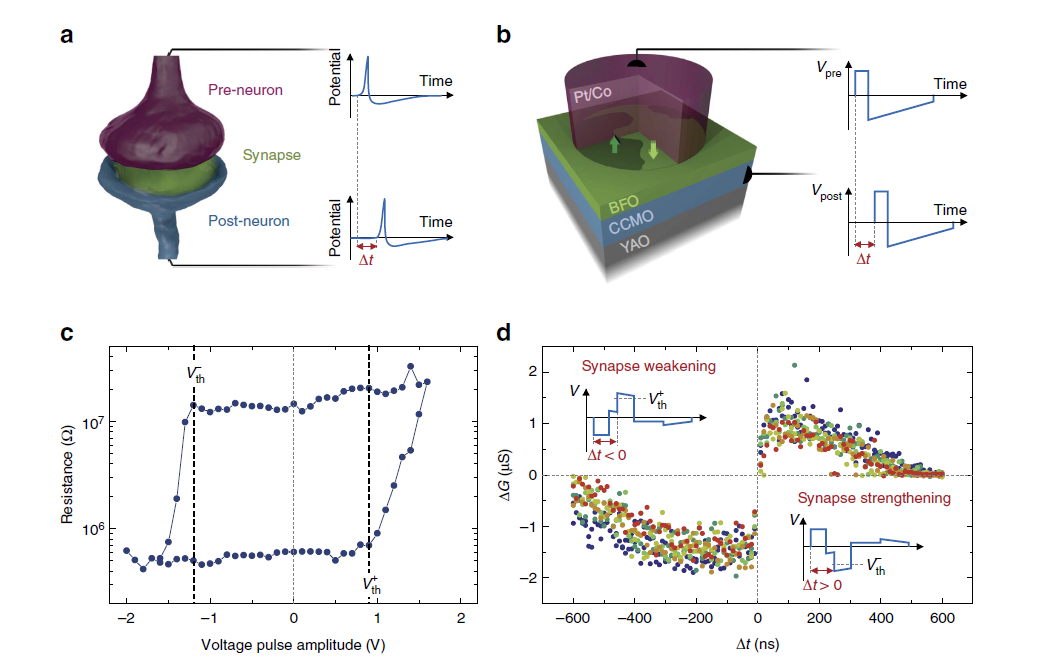
Sinapsele artificiale bazate pe FTJs

Multe rețele neuronale artificiale cu mai multe straturi sunt complet conectate, primind intrare de la fiecare neuron din stratul anterior și semnalând fiecare neuron din stratul următor. Deși aceste rețele au realizat progrese în multe domenii, ele sunt inexacte din punct de vedere biologic și nu imită mecanismul de funcționare al neuronilor din creierul unei ființe vii

## References
1. ↑  Maass, Wolfgang (1997). „Networks of spiking neurons: The third generation of neural network models”. Neural Networks. 10 (9): 1659–1671. doi:10.1016/S0893-6080(97)00011-7. ISSN 0893-6080.
2. ↑  „Spiking Neural Networks, the Next Generation of Machine Learning”. 16 iulie 2019. Arhivat din original la 28 noiembrie 2021. Accesat în 28 noiembrie 2021.